# Ансари, Мохаммад (футболист)
Мохаммад Ансари (перс. محمد انصاری‎, 23 сентября 1991, Тегеран) — иранский футболист, защитник, выступающий за клуб «Мес».
Сыграл четыре матча за сборную Ирана.

## Клубная карьера
Мохаммад Ансари начинал свою профессиональную карьеру футболиста в клубе Про-лиги «Фаджр Сепаси» из Шираза. 25 декабря 2012 года он дебютировал в главной иранской лиге, выйдя в основном составе в гостевом поединке против «Зоб Ахана». Летом 2014 года Ансари перешёл в команду Азадеган-лиги «Шахрдари» из Тебриза, где отыграл следующий сезон. Спустя год он подписал контракт с «Персеполисом». 8 мая 2016 года Ансари забил свой первый гол в Про-лиге, увеличив преимущество своей команды в гостевой встрече с «Гостареш Фуладом».
В марте 2021 года перешёл в клуб «Мес» из Рефсенджана.

## Карьера в сборной
11 ноября 2016 года Мохаммад Ансари дебютировал в составе сборной Ирана в товарищеском матче против команды Папуа — Новой Гвинеи, проходившем в Малайзии.

## Достижения
«Персеполис»
- Чемпион Ирана (4): 2016/17, 2017/18, 2018/19, 2019/20
- Обладатель Кубка Хазфи: 2018/19
- Обладатель Суперкубка Ирана (3): 2017, 2018, 2019